# Дача Якобсона
Да́ча А. В. Якобсона (Вилла Александра Васильевича Якобсона) — памятник градостроительного, архитектурного, курортного и культурного наследия России. Расположен в микрорайоне Светлана Хостинского района города Сочи по адресу Курортный проспект, д. 73, корп. 1.

## История создания

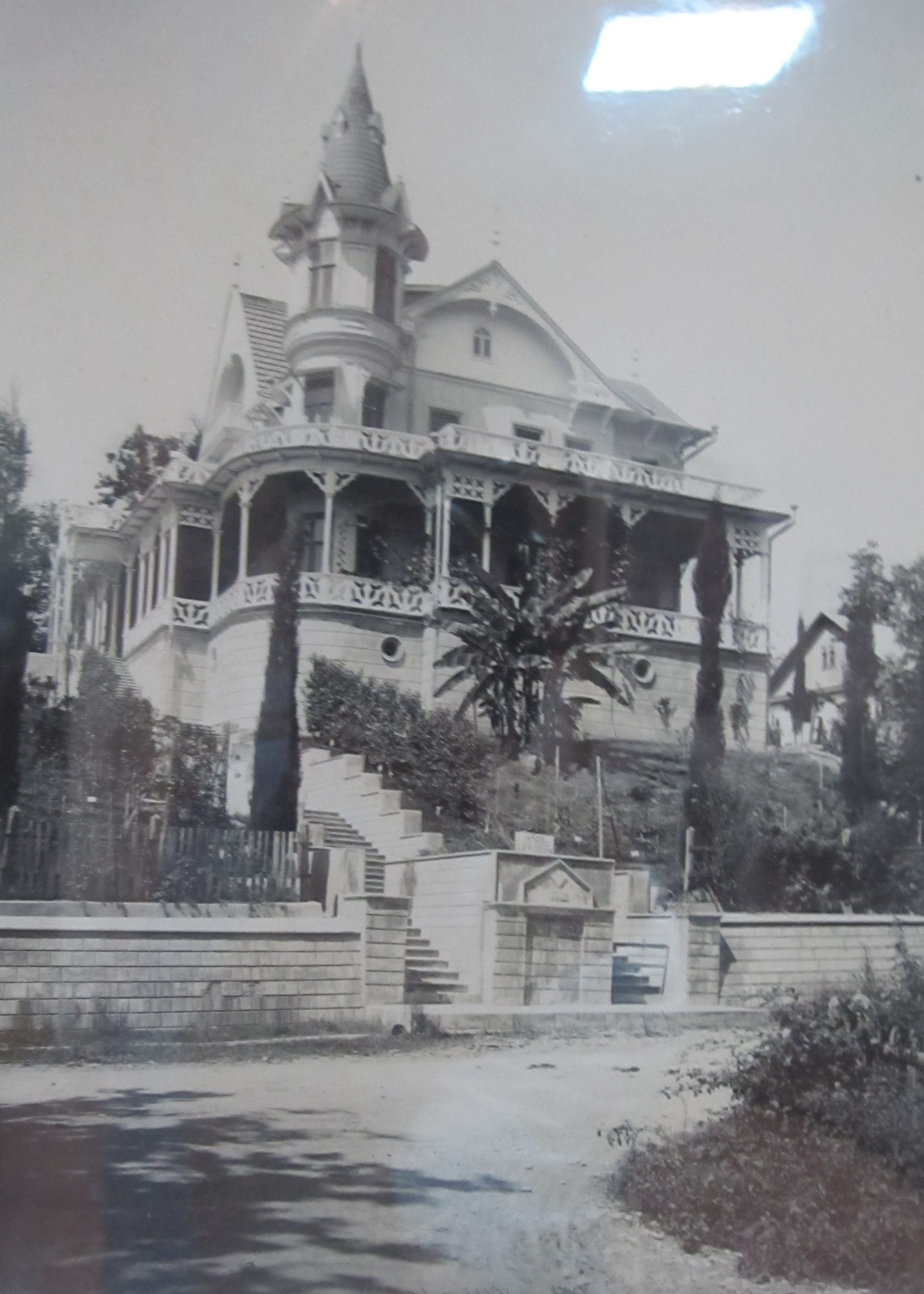
Вилла Якобсона, Сочинский округ, 1914 год. Из коллекции Музея истории города-курорта Сочи. По негативу этой фотографии И. Г. Сутковского была изготовлена открытка Издания писчебумажного магазина «Труд»

В семидесятые годы XIX века территория, которая примыкала лесным массивом (дубы, грабы, буки) с юго-востока к посаду Сочи до реки Бзугу, носила название «Верещагинские участки», или Верещагинская сторона, так как принадлежала Товариществу Верещагиных (создано в 1868 году в количестве 50 человек), а именно: братьям Верещагиным — агроному, коллежскому советнику Петру Васильевичу (?—1902) и русскому географу, литератору, общественному деятелю и статскому советнику Арсению Васильевичу (1830—1894).
В 1901 году владение приобретает правительство и затем распродаёт частным лицам отдельные участки.
На этой Верещагинской стороне, несколько выше Ермоловского (до 1910 года — Верещагинского) парка за Новороссийско-Сухумским шоссе, один из таких участков приобрёл на казённых торгах известный петербургский отоларинголог, профессор Петербургской медико-хирургической академии, ведущий ординатор-хирург Александр Васильевич Якобсон.
В 1902—1903 годах по проекту архитектора Р. И. Будника началось строительство дачи-лечебницы в виде здания фехверковой конструкции, имеющего вид романтического замка с высокой башенкой, мансардой и открытыми резными галереями по периметру.
Особенностью технологии строительства дачи стали стены из каштановых досок, уложенных плашмя одна на другую. Темные деревянные детали декора щипца мансарды и галереи подчёркивают вертикали высветленных объёмов здания. Все вертикали здания завершены небольшими деревянными шпилями.
Чтобы попасть на дачу из верхней части города, по Российской (ныне — Черноморской) улице спускались в узкую, но глубокую долину реки Верещагинки, доезжали до середины Ермоловского парка (ныне — Парк им. М. В. Фрунзе) и только тут, от шоссе по ответвлению дороги, поднимались выше к горе Лысая.
Доктор Якобсон разводил шпалерные персики и жил на даче летом и часть осени. В 1915 году Алексей Васильевич выпустил брошюру «Пути сообщения с курортами Черноморского побережья».
Небольшой сад-парк вокруг выстроенного здания отличается лаконичной композицией и является частью парка санатория «Светлана», а также частью единого парка микрорайона Светлана.
- 1902—1920 — Дача-лечебница Якобсона
- 1920 — 4-я Советская школа I-ой ступени
- 1921 — Санаторий-пансионат «Малый Якобсон»
- 1927—1930 — Дом отдыха Работников искусства (РАБИС)
- 1930—1941 — Санаторий «Светлана» (с пансионом «Светлана» А. П. Фронштейна)
- 1941—1946 — Эвакогоспиталь №2125 (ВОВ)
- 1946—1969 — Санаторий «Светлана»
- 1969—1996 — Пансионат «Светлана»
- С 1996 — Санаторий «Светлана»

## Советское время

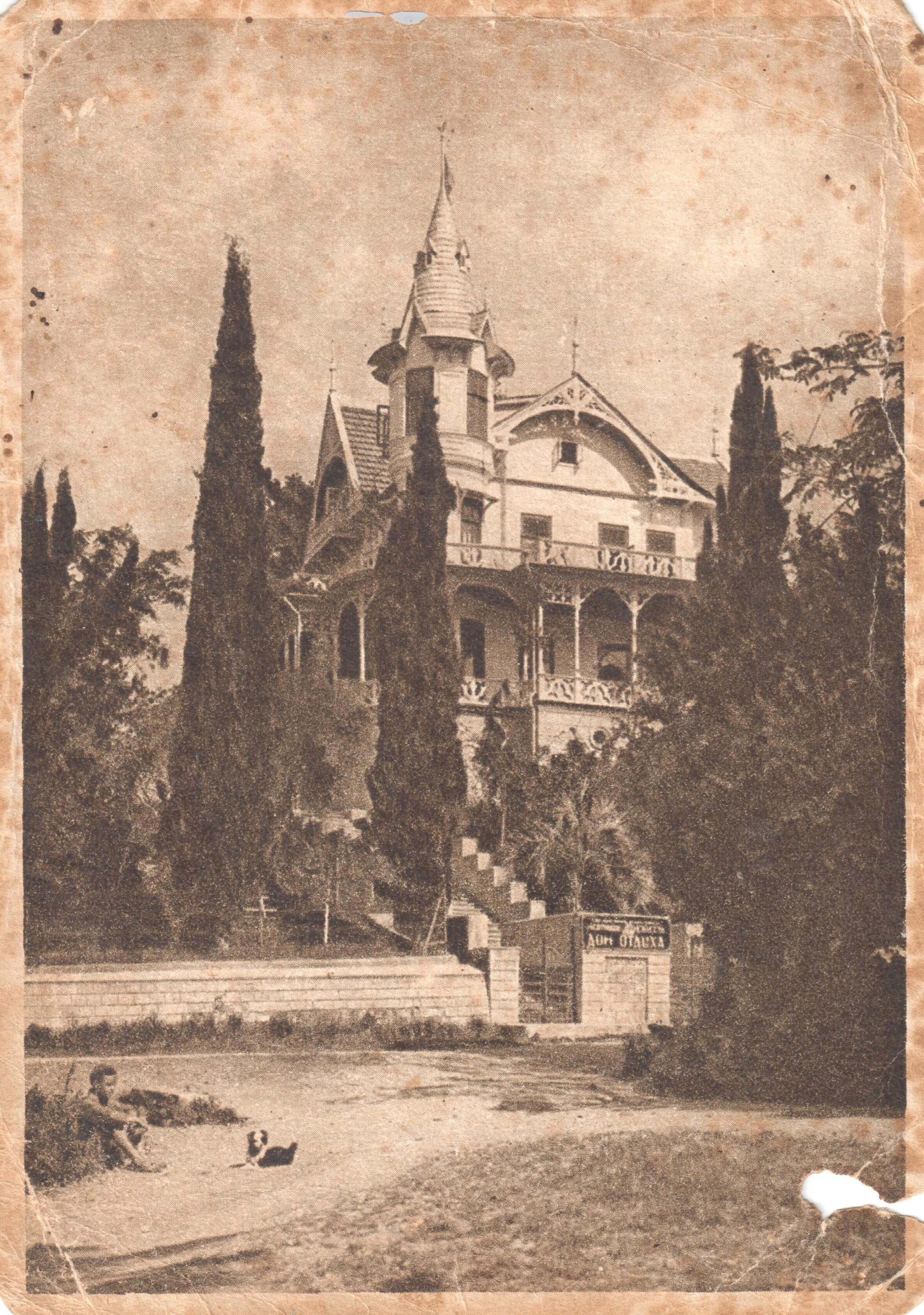
Дом отдыха работников искусств (РАБИС) Курортного управления Наркомата Здравоохранения РСФСР. Почтовая открытка ИЗОГИС периода 1927—1930 гг.

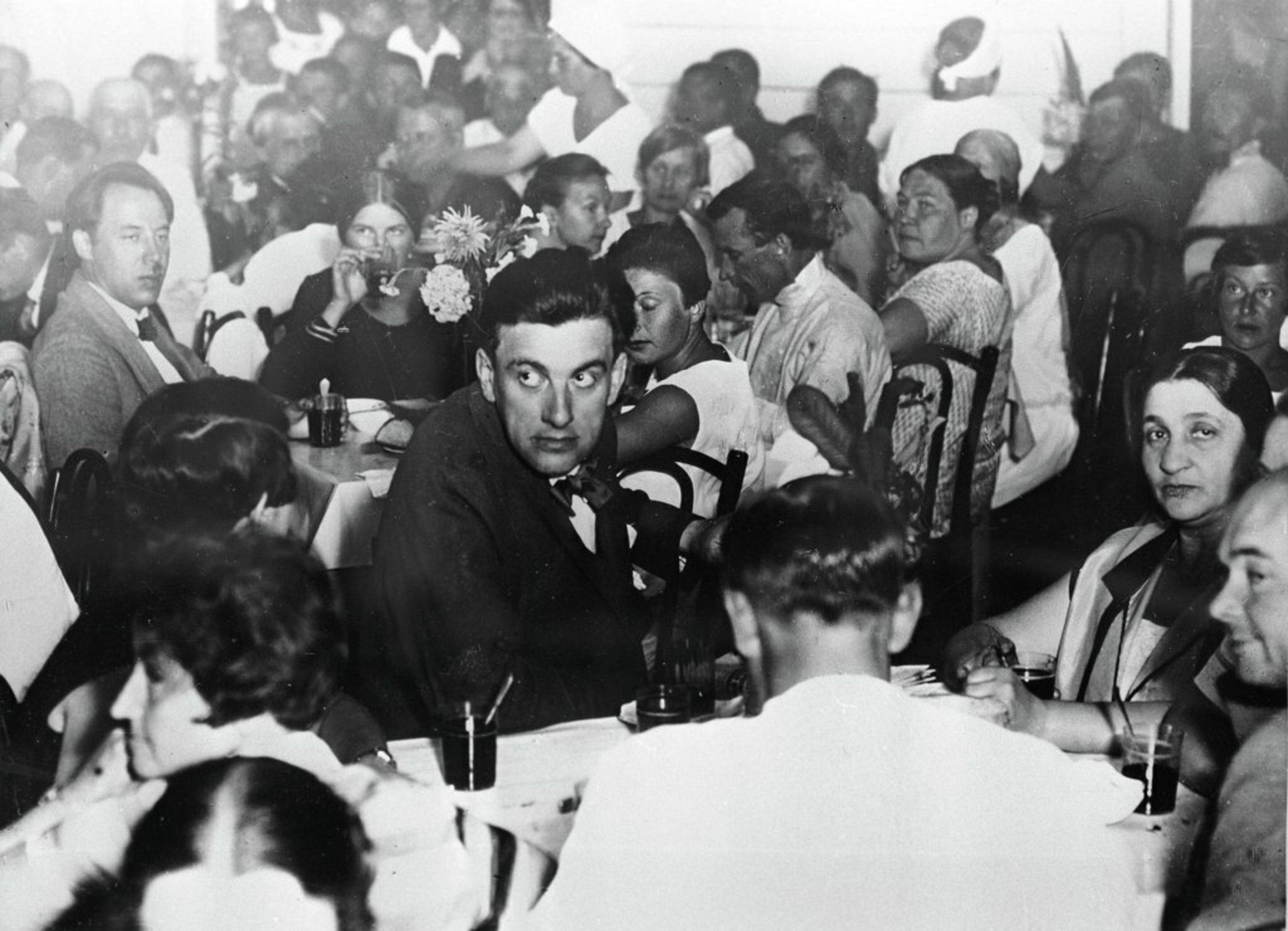
Владимир Маяковский в доме отдыха РАБИС, Сочи, 1929 год. Из коллекции Музея истории города-курорта Сочи

Все лечебные и подсобные курортные учреждения Сочинского района находятся в ведении курортного управления (Сочкурупр или СКУ). Лечебные учреждения Сочкурупра объединены в отдельные санаторные группы и курорты, или с 1924—25 операционного года — в подрайоны. Всех подрайонов у СКУ шесть. В Верещагинском подрайоне расположены санатории и пансионаты бывших групп: 5, 6 и 7. Бывшая Санаторная группа № 5 является самой обширной по количеству зданий с числом кроватей свыше 200 в действующие сезоны.
Лечебные учреждения (кол-во кроватей или мест):
- Санаторий СКОПС'а «Теремок»
- Пансионат «Эйрене» (летний, 15)
- Санаторий «Элит» (30)
- Санаторий б. «Общества Женщин-Врачей» (25)
- Санатории в бывших дачах:

- Покровского
- Горинова (17)
- Филатова (14)
- Якобсона (15)
- Фомина (20)

- Пансионат «Светлана» (35)
- Пансионат «Черноморский» (40)
- «Светлячок» (17)
- Ванное здание б. д-ра Атлас
- Электро-свето-лечебный кабинет
- Аптека

и др.
В ноябре 1920 года здесь расположилась 4-я Советская школа I-ой ступени: 10 шкрабов (школьных работников) и 119 учащихся. После принятия Декрета «О домах отдыха» в вилле открыли санаторий-пансионат «Малый Якобсон» на 15 кроватей, который входил в Санаторную группу № 5. Затем в 1927 году создали санаторий для туберкулёзных больных.
Чуть позже дача стала Домом отдыха Союза работников искусств (РАБИС), куда 21 июля 1929 года, в день своего выступления, прибыл поэт Владимир Маяковский и впервые публично прочитал «Стихи о советском паспорте», написанные перед самой поездкой на юг.
В 1950-х годах дача Якобсона стала одним из административных корпусов санатория «Светлана». Здесь в 1952 году отдыхал К. Паустовский.
В 1960 году санаторий передаётся в ВЦСПС и становится специализированной здравницей профсоюза. В 1964 году создаётся санаторный комплекс из вновь построенных и существующих зданий. В 1968 году производится комплексная реконструкция парковых ансамблей, включая территории нескольких санаториев, частных домов и усадеб (А. В. Якобсона, А. П. Фронштейна). В результате в центре курорта в 1969 году открывается пансионат с парком «Светлана».
В 1970-х годах дачу Якобсона спас В. А. Воронков: объезжая город, он случайно увидел рабочих с экскаватором, разрушающих памятник, и немедленно обратился к председателю курортного управления В. А. Кибзуну, остановив снос.
После реконструкции вилла незначительно изменила свой облик.

## Настоящее время
В настоящее время в даче Якобсона располагается управление санатория «Светлана».

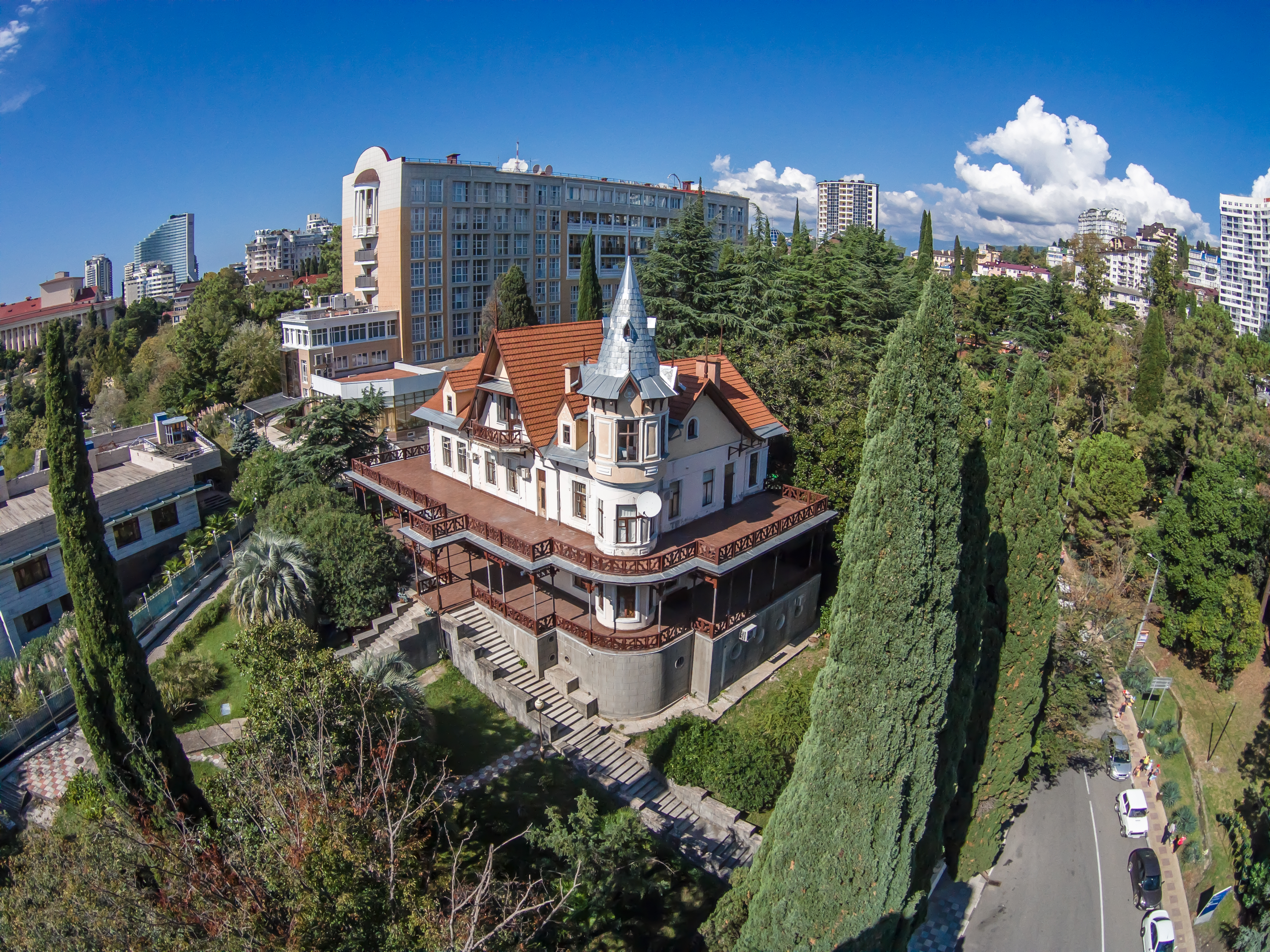
Вид на виллу Якобсона с высоты птичьего полёта с жилым корпусом санатория «Светлана».
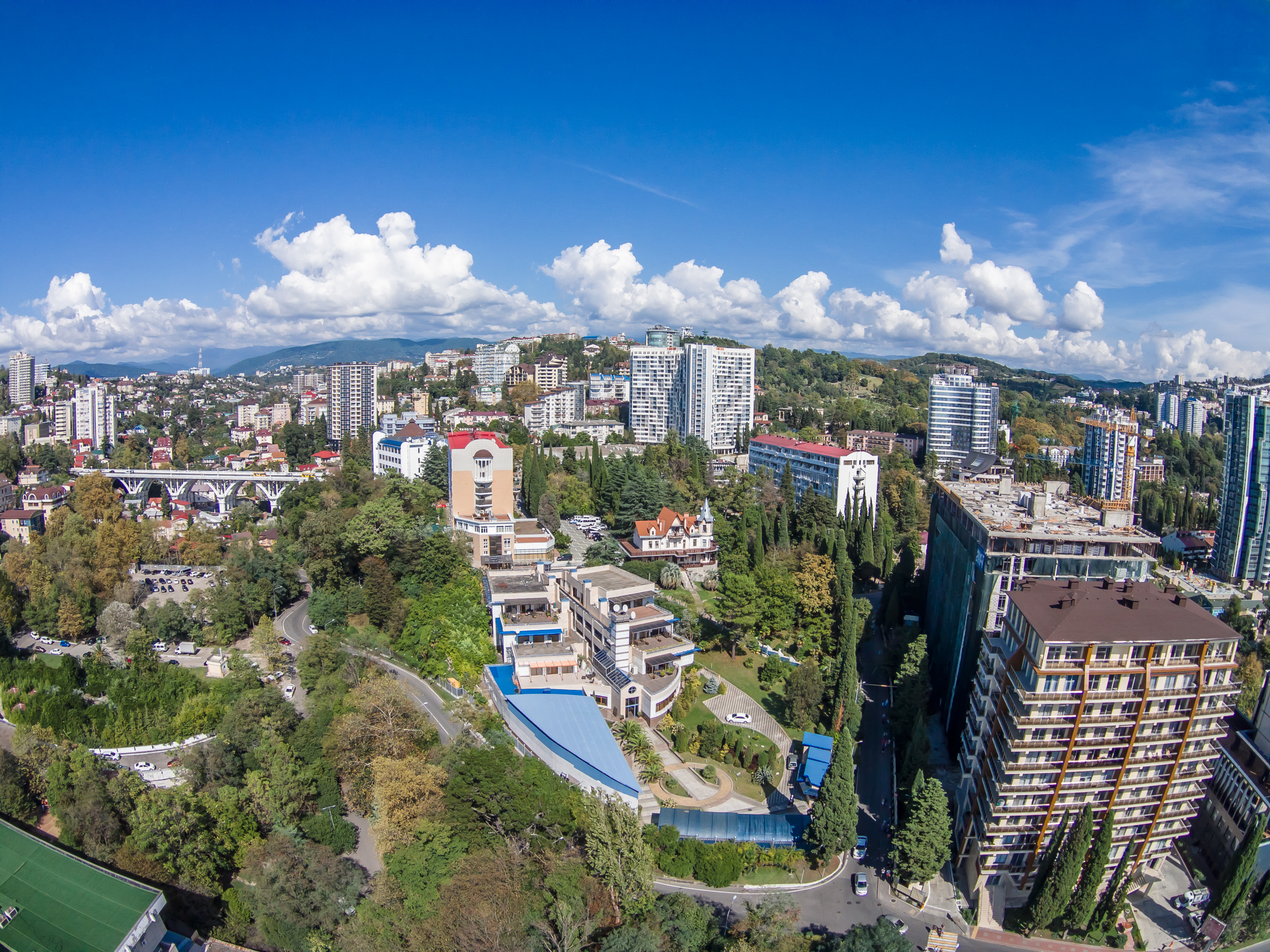
Общий вид микрорайона Светлана с дачей Якобсона. Видны корпуса санатория «Светлана» и Верещагинский виадук (слева).